# Kate Bosse-Griffiths
Kate Bosse-Griffiths (* 16. Juli 1910 in Wittenberg; † 4. April 1998 in
Swansea, Wales; gebürtig Käthe Bosse) war eine deutsch-walisische Ägyptologin und kymrische Schriftstellerin.

## Leben und Wissenschaftliche Laufbahn
Käthe Bosse entstammte einer protestantischen Familie aus Wittenberg mit deutsch-jüdischem Hintergrund. Ihr Vater war der Gynäkologe Paul Bosse; ihre Mutter Käthe (* 12. Februar 1886 in Wittenberg; † 16. Dezember 1944 im KZ Ravensbrück) stammte aus einem jüdischen Elternhaus (ihre Eltern waren Max und Louise Levin) und wurde 1897 evangelisch getauft. Nach dem Gymnasium in Wittenberg studierte sie in München, Berlin und Bonn Klassische Philologie und Ägyptologie.
Nach ihrer Münchener Promotion über Die menschliche Figur in der Rundplastik der ägyptischen Spätzeit von der XXII. bis zur XXX. Dynastie wurde Käthe Bosse 1936 wissenschaftliche Mitarbeiterin am Ägyptischen Museum der Staatlichen Museen zu Berlin – als bekannt wurde, dass ihre Mutter jüdischer Abstammung war, wurde sie jedoch nach kurzer Zeit entlassen. Käthe Bosse emigrierte daraufhin nach England und erhielt bald Stellen als Teilzeitdozentin für Ägyptologie und wissenschaftliche Mitarbeiterin in altertumswissenschaftlichen Museen, zunächst im Petrie-Museum des University College London und später im Department of Antiquity des Ashmolean Museum der Universität Oxford. Innerhalb der Universität London lehrte sie im Department of Egyptology, in Oxford als senior member am Somerville College.
In Oxford lernte Käthe Bosse ihren späteren Mann, den Ägyptologen und Keltologen John Gwyn Griffiths, kennen – sie heirateten am 13. September 1939.
Während des Zweiten Weltkriegs gründeten Kate Bosse-Griffiths und ihr Mann den Cylch Cadwgan, einen Kreis von Intellektuellen, der sich regelmäßig im Haus der Familie Griffiths in Pentre im Rhonddatal (Cwn Rhondda) in Südwales traf. Vor allem aufgrund des Einflusses von Kate Bosse-Griffiths hatten die auf Literatur, Religion, Politik und Gesellschaft in Wales bezogenen Diskussionen des Kreises stets eine europäische Dimension. Ein Ergebnis dieser Diskussionen war ihr 1943 in kymrischer Sprache veröffentlichtes Buch Mudiadau Heddwch yn Yr Almaen über die Friedensbewegungen in Deutschland.
Seit 1945 lehrte ihr Mann im Department of Classics and Ancient History des University College Swansea, einem Mitgliedscollege der University of Wales.
Kate Bosse-Griffiths war außerdem von 1947 bis zu ihrer Pensionierung 1994 als Kuratorin für Archäologie am Swansea Museum tätig und trug 1971 maßgeblich zum Erwerb der Sammlung ägyptischer Altertümer des Pharmazieindustriellen Henry Wellcome bei.

## Familie
Die Familie von Kate Bosse-Griffiths wurde während der nationalsozialistischen Herrschaft in Deutschland verfolgt: Ihre Mutter starb im Konzentrationslager Ravensbrück.
Ihre Söhne Robat Gruffudd und Heini Gruffudd sind bekannte kymrische Schriftsteller.

## Werke

### Ägyptologie und Altertumswissenschaften
- Die menschliche Figur in der Rundplastik der ägyptischen Spätzeit von der XXII. bis zur XXX. Dynastie (= Ägyptologische Forschungen. Band 1). Glückstadt, Hamburg / New York 1936.
- Tywysennau o'r Aifft. Llandybie 1970.
- zusammen mit John Gwyn Griffiths (Hrsg.): Amarna studies: and other selected papers (= Orbis biblicus et orientalis. Band 182). Universitätsverlag, Freiburg (Schweiz) 2001, ISBN 3-525-53997-5.

### Literarische Werke
- Anesmwyth hoen. Llandybie 1941.
- Fy chwaer Efa : a storïau eraill. Dinbych 1944.
- Mae'r galon wrth y llyw: nofel. Aberystwyth 1957.
- Cariadau. Talybont, Dyfed 1995.
- Teithiau'r meddwl: ysgrifau llenyddol Kate Bosse-Griffiths.  Y Lolfa / Talybont, Ceredigion 2004, ISBN 0-86243-747-4.

### Sonstige Werke
- Mudiadau Heddwch yn Yr Almaen (= Pamffledi heddychwyr Cymru. Band 7) Gwasg Gee], Dinbych 1943.
- Trem ar Rwsia a Berlin. Llandysul 1962
- Byd y dyn hysbys: swyngyfaredd yng Nghymru (= Pocedlyfrau'r Lolfa.).  Y Lolfa / Talybont, Dyfed 1977, ISBN 0-904864-25-1.